# Сан-Хоакин (Чили)
Сан-Хоакин (исп. San Joaquín) — коммуна в Чили. Одна из городских коммун города Сантьяго. Входит в состав провинции Сантьяго и Столичной области.

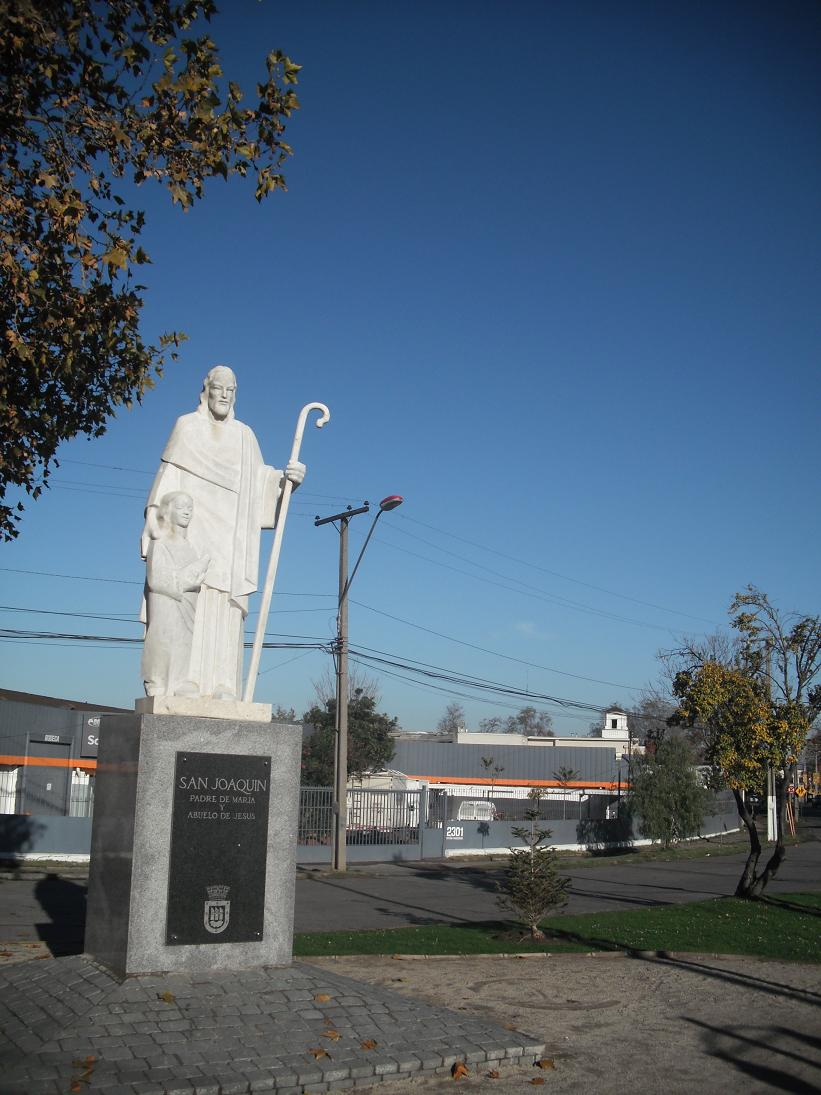
Святой Иоаким

Территория — 9,7 км². Численность населения — 94 492 жителя (2017). Плотность населения — 9741,4 чел./км².

## Расположение
Коммуна расположена на юге города Сантьяго.
Коммуна граничит:
- на севере — c коммуной Сантьяго;
- на востоке — с коммунами Нюньоа, Макуль, Ла-Флорида;
- на юге — c коммуной Ла-Гранха;
- на западе — c коммуной Сан-Мигель.

## Демография
Согласно сведениям, собранным в ходе переписи 2017 г. Национальным институтом статистики (INE),  население коммуны составляет:
| Полное население                          | Полное население                          | Полное население                          | Полное население                          | Полное население                          | 94 492 |
| ----------------------------------------- | ----------------------------------------- | ----------------------------------------- | ----------------------------------------- | ----------------------------------------- | ------ |
| в том числе:                              | Городское население                       | 94 492                                    | Процент городского населения, %           | 100,00                                    |        |
|                                           | Сельское население                        | 0                                         | Процент сельского населения, %            | 0,00                                      |        |
|                                           | Мужское население                         | 45 831                                    | Процент мужского населения, %             | 48,50                                     |        |
|                                           | Женское население                         | 48 661                                    | Процент женского населения, %             | 51,50                                     |        |
| Плотность населения, чел./км²             | Плотность населения, чел./км²             | Плотность населения, чел./км²             | Плотность населения, чел./км²             | Плотность населения, чел./км²             | 9741,4 |
| Население коммуны в % к населению области | Население коммуны в % к населению области | Население коммуны в % к населению области | Население коммуны в % к населению области | Население коммуны в % к населению области | 1,33   |

| Динамика изменения населения коммуны | Динамика изменения населения коммуны | Динамика изменения населения коммуны | Динамика изменения населения коммуны |
| ------------------------------------ | ------------------------------------ | ------------------------------------ | ------------------------------------ |
| 1992                                 | 2002                                 | 2012                                 | 2017                                 |
| 114 017                              | 97 625▼                              | 94 255▼                              | 94 492▲                              |